# Nabari no Ō
Nabari no Ō (隠の王 lit. El Rey de Nabari?) es una serie de manga de acción y artes marciales escrita e ilustrada por Yūki Kamatani. El manga hizo su debut en Japón en la revista Monthly GFantasy de Square Enix en 2004 y finalizó en 2010. Square Enix ha recopilado los capítulos individuales en tankōbon, habiendo publicado un total de catorce volúmenes. Ha sido licenciada para su publicación en Estados Unidos por Yen Press. El primer volumen estadounidense salió a la venta en mayo de 2009.
La historia se desarrolla en un Japón moderno donde el mundo ninja de Nabari (隠の世?) es mantenido oculto del mundo de la superficie, es decir, del mundo común. La serie sigue a Miharu Rokujō, un adolescente de catorce años de edad que sin saberlo posee un poderoso arte ninja oculto dentro de él conocido como Shinrabanshō, y cuyo poder podría significar el fin o la salvación de Nabari.
Una adaptación a serie de anime, realizada por el estudio J.C.Staff y dirigida por Kunihisa Sugishima, fue estrenada el 6 de abril de 2008 por TV Tokyo. La serie finalizó el 28 de septiembre de 2008 con veintiséis episodios. Fue licenciada por Funimation para Norteamérica y por Manga Entertainment para su transmisión en el Reino Unido. La serie fue lanzada en DVD el 22 de septiembre de 2009.

## Argumento
Situada en la actualidad, la historia se centra en Miharu Rokujō, un estudiante de segundo año de secundaria que desea vivir una vida normal y cuya mayor aspiración es heredar un restaurante de okonomiyaki dirigido por su abuela. Sin embargo, su tranquilidad se verá en la cuerda floja al descubrir que el mundo tiene muchos rostros, algunos cotidianos y otros conservados en secreto. Así conoce el mundo de Nabari, una realidad oculta en la misma realidad. Ajeno a esto y, sobre todo aislado en su propio mundo, entre la apatía y su aparente desinterés por las cosas, Miharu es dueño de una actitud que lo mantiene alejado del resto de sus compañeros. Sin embargo, Kōichi Aizawa y el profesor Tobari Kumohira intentan entablar amistad con él, invitándolo a formar parte del club de ninjas de la escuela.
Aizawa y Kumohira le advierten a Miharu sobre el potencial peligro en el que se encuentra, advertencias que se hacen realidad cuando es atacado por los miembros del clan Kairōshū, quienes, bajo órdenes de su líder deben obtener el Shinrabansho, el hijutsu de la vida (un arma de conocimiento muy poderosa y codiciada por muchos) que se encuentra dentro de Miharu. Así comienza una nueva era en la vida de Miharu, dentro de un mundo oculto en el que habitan ninjas y fuerzas misteriosas; y se libra la batalla para convertirse en el nuevo rey de Nabari. A medida que la serie avanza, lo que al principio parecía ser un típico enfrentamiento entre buenos y malos, se deja ver otro aspecto en el que los buenos no son tan buenos ni los malos son tan malos. Además, pronto los límites entre bandos se vuelven cada vez más difusos a medida que ambos grupos comienzan a relacionarse entre sí, especialmente en la relación que surge entre Miharu y el misterioso Yoite.

## Personajes

### Principales
Miharu Rokujō (六条 壬晴 Rokujō Miharu?)
Voz por: Rie Kugimiya, Brina Palencia (inglés)
Miharu es el protagonista principal de la historia. Es un muchacho de catorce años de edad que cursa su segundo año de secundaria y ayuda a su abuela en el negocio familiar, un restaurante de okonomiyaki. Heredar este negocio familiar es la mayor aspiración en la vida de Miharu. Posee en su interior un hijutsu muy poderoso conocido como el Shinra Banshō (森羅万象?). Callado, reservado y muy quisquilloso, es indiferente con quienes lo rodean y tiende a actuar de forma inocente con el fin de obtener lo que quiere. Recuerda muy poco de su infancia y perdió a sus padres cuando era muy joven, siendo su abuela el único familiar que tiene. Miharu normalmente no expresa ninguna emoción y siempre se le ve con una expresión aburrida en su rostro. En realidad, Miharu anhela el amor; de hecho, es cariñoso y hará cualquier cosa para proteger a sus amigos. Raimei es la primera que se da cuenta de esto cuando ve a Miharu ayudar a un polluelo a volver a su nido, cuando inicialmente le creía alguien débil y apático. Las emociones de Miharu crecen aún más durante el tiempo que pasa con Yoite y siempre le aseguró que cumpliría su deseo de eliminar su existencia. Se volvió protector hacia este y también su indiferencia comenzó a disminuir. A medida que el vínculo entre ambos jóvenes se fortalece, Miharu comienza a desear que la existencia de Yoite continúe y le ofrece usar el Shinra Banshō para salvarlo, cuando Yoite entró en un estado cercano a la muerte por el uso excesivo del Kira. Sin embargo, Yoite lo disuade y muere en paz en sus brazos antes de que Miharu pudiese hacer algo. El espíritu del Shinra Banshō comentó que Miharu cumplió su propio deseo a pesar de que no pudo borrar la existencia de Yoite. Después de un mes de descanso, Miharu despierta sin ningún recuerdo de Yoite, aunque recuerda vagamente "borrar" a una persona.
Yoite (宵風?)
Voz por: Mitsuki Saiga, Joel McDonald (inglés)
Es un ninja de dieciséis años de edad. Utiliza el kinjutsushō Kira (キラ lit. «Asesino»?). Esta técnica se usa a partir del qì del usuario y lo focaliza en el cuerpo de un objetivo para controlarlo desde afuera, lo que puede romper los huesos del cuerpo o explotar completamente. El costo de la utilización de esta técnica es la pérdida de la vida de quien lo use, disminuyendo gradualmente sus cinco sentidos y, finalmente, matándolo. Yoite nació como un individuo intersexual llamado Sora (そら?), aunque Yoite nunca lo consideró su nombre. Su madre murió durante el parto y su padre lo consideró como un "dios de la muerte" por esa razón. Fue confinado en un sótano y su medio hermano, Tsukasa, tenía prohibido acercarse a él. Cuando Yoite cumplió catorce años, su familia decidió matarlo degollándolo, aunque sin éxito. En el anime, es empujado de un balcón por sus padres luego de ser apuñalado, mientras estos se lamentan de su existencia. Fue entonces cuando Hattori lo encuentra yaciendo moribundo en la calle y decide acogerlo en Kairōshū. Después de este suceso, borrar su existencia se convirtió en la meta de la vida de Yoite. Yoite pasó un año estudiando la técnica del Kira y todas las habilidades necesarias para ser un ninja. Hattori le prometió que el Kira le ayudaría en su meta de ser borrado. Yoite fue posteriormente colocado bajo el cuidado de Yukimi, quien le dio el nombre de Yoite.
Tobari Durandal Kumohira (雲平・帷・デュランダル Kumohira Tobari Dyurandaru?)
Voz por: Daisuke Namikawa, Eric Vale (inglés)
Tobari es el profesor de Miharu y Kōichi en el "mundo real", de veinticinco años de edad. Nacido en Irlanda, fue obligado por su abuelo, un "fanático de Japón y de los ninjas", a ir a Japón con él y convertirse en un ninja. Tobari se ve incapaz de regresar a Irlanda en parte debido a su amaxofobia, lo que le provoca un terror extremo a viajar en cualquier tipo de vehículo. Poco después de su llegada a Japón, se convirtió en amigo cercano de la familia Rokujō. Estuvo involucrado en el incidente del Shinra Banshō que provocó las muertes de su usuario actual, Asahi Rokujō, su marido y el propio abuelo de Tobari. El incidente fue borrado de los recuerdos de cada individuo involucrado a través del poder del Shinra Banshō, así como también los recuerdos de Miharu acerca de Tobari y su relación con la familia Rokujō. Tobari fue el único que fue capaz de recordar el incidente. En el mundo de Nabari es un ninja de la aldea de Banten y se muestra totalmente dedicado a proteger a Miharu, queriendo que se convierta en el rey de Nabari. En la adaptación a anime, Tobari es el líder temporal de Banten, mientras que en el manga el líder actual está ausente. De entre todos los ninjas de Banten, Kumohira es el más disidente a que Miharu utilice el Shinra Banshō, prefiriendo en su lugar, buscar una forma de sellarlo para siempre. Esto mismo a menudo provoca desacuerdos entre Miharu y él, quien quiere cumplir con su promesa hecha a Yoite. Luego de darse cuenta de la determinación de Miharu en cumplir su promesa, Kumohira huye para ocultar el paradero del último kinjutsushō, el Engetsurin de Banten, de aquellos que traten de encontrarlo. Regresa a Banten cuando el Shinra Banshō es activado.
Kōichi Aizawa (相澤 虹一 Aizawa Kōichi?)
Voz por: Satoshi Hino, Chris Burnett (inglés)
Kōichi es el compañero de clases de Miharu y estudiante de nindō bajo la tutela de Kumohira. Normalmente posee una actitud enérgica en torno a otros, aunque se muestra grave e implacable cuando se trata de sus funciones como ninja. Está fascinado con la muerte como resultado de su propia incapacidad para morir. Su inmortalidad se atribuye al antiguo dueño del Shinra Banshō durante el período Edo, quien fue un médico que experimentó con la sabiduría de este poder en los animales, debido a que normalmente los seres humanos solían morir. Hubo sólo dos supervivientes de los experimentos, él y Shijima Kurookano, ambos de los cuales ganaron la inmortalidad como resultado y creen que su misión es observar el fin de Nabari. Esto implica que tanto Kōichi como Shijima tienen más de cien años de edad. El objetivo final de Kōichi es encontrar una forma de morir, así como también garantizar que los "monstruos" [como él mismo] nunca sean creados de nuevo. La familia Aizawa es descendiente de los ninjas de Fūma y son nativos de Banten. Kōichi ha confesado su amor hacia Raimei, a pesar de que ella no le ha dado una respuesta.
Raimei Shimizu (清水 雷鳴 Shimizu Raimei?)
Voz por: Ayumi Fujimura, Kate Oxley (inglés)
Raimei es una adolescente de catorce años de edad, guardiana del mundo de Nabari y perteneciente al clan Shimizu. Prefiere luchar con una katana llamada Kurogamon (黒我聞 Gamon negra?) en lugar de utilizar el ninjutsu, alegando ser una samurái. Cinco años antes del comienzo de la historia, su hermano mayor Raikō, aniquiló a su clan y Raimei juró matarlo en venganza. Sin embargo, ambos hacen las paces cuando Raimei se entera de los verdaderos motivos de su hermano; en realidad fue un acto de venganza de este en contra de su tío y su grupo, quines asesinaron a los padres de Raikō y Raimei en un golpe de Estado. Tiene la tendencia a confundir a las personas o a revelar información cuando está emocionada.
Kazuhiko Yukimi (雪見 和彦 Yukimi Kazuhiko?)
Voz por: Kenjirō Tsuda, Robert McCollum (inglés)
Es un ninja de veintisiete años de edad. Actúa como líder del escuadrón en las misiones de campo y es escritor independiente en el mundo superficial. Parece ser muy eficiente en el combate cuerpo a cuerpo, pero a diferencia de otros ninjas, también utiliza un arma. Yukimi justifica la utilización de esta inusual arma afirmando que es "la edad moderna". Vive con Yoite y se preocupa por el rápido deterioro de su salud. A pesar de afirmar que odia a los niños y los llama "mocosos", muestra una abrumadora preocupación hacia Yoite y Miharu, siendo lo más cercano que el primero conoce de una figura paterna. Yukimi documenta toda impresión que Yoite haga en él, así como también cualquier detalle que aprenda sobre este. Se entera del pasado de Yoite gracias a su medio hermano, Tsukasa, deseando saber lo máximo posible sobre su vida para así poder decirle que estaba verdaderamente vivo, cuando Yoite se encuentra en su lecho de muerte. Cuando se entera de la deserción de Yoite de Kairōshū y de su posterior huida con Miharu, Yukimi se enfrenta a Raikō, quien inicialmente le aconseja que proteja a Yoite y traicione a Kairōshū. Sin embargo, Raikō revela el destino de Yoite. Yukimi más tarde se une a Yoite, Kōichi y Shijima en el rescate de Miharu. Mientras pelea con dos asesinos del Kasa, pierde su brazo derecho. Un mes más tarde, se recupera en un hospital de Banten y corta sus lazos con Kairōshū para proteger a Miharu. Tobari le pide que permanezca al lado de Miharu porque ambos comparten el dolor de perder a Yoite.
Raikō Shimizu (清水 雷光 Shimizu Raikō?)
Voz por: Jun'ichi Suwabe, J. Michael Tatum (inglés)
Es un samurái de veinte años de edad, hermano mayor de Raimei y originalmente perteneciente al clan Shimizu. Su arma es una katana llamada Shirogamon (白我聞 Gamon blanca?), la cual es espada gemela de la que posee Raimei, la Kurogamon (黒我聞 Gamon negra?). Tras sentir la impotencia de perder a una compañera de clase por no poder ayudarla (debido a que la ley del clan no permitía a sus miembros involucrase en asuntos externos al mundo Nabari) habla con su tío y le pregunta si la ley podía ser cambiada, lo que provoca el destape de las verdaderas intenciones de éste. Posteriormente, un grupo liderado por su tío inició un golpe de Estado para hacerse cargo del liderazgo del clan, lo que resultó en la muerte de su madre y padre. De hecho, todos los demás miembros del clan resultaron muertos por mano de Raikō, a excepción de Raimei, quien por muchos años creyó que su hermano había asesinado a toda su familia. Luego de este suceso, Raikō se unió a Kairōshū y escogió no decirle a Raimei sus verdaderos motivos detrás de la masacre del clan Shimizu con el fin de proteger su inocencia, a pesar de saber que esto significaría el inicio de una larga enemistad entre ambos. Cuando su compañero y amigo, Gau, entró en un estado de coma luego de recibir una herida accidental de su parte cuando se interpuso entre Raimei y él en una pelea, Raikō se propone a salvarlo. A pesar de saber que el kinjutsushō de la aldea de Kōga podría haber salvado a Gau, Raikō se negó a sacrificar a otros shinobi para utilizar el kinjutsushō, temiendo que Gau nunca le perdonaría por ello. Gau finalmente fue despertado por Yoite. Debido a esto, Raikō se siente endeudado con Yoite e incluso desobedeció a Hattori para permitir que Yukimi ayudese a Yoite. Finalmente, Raikō pierde su lealtad hacia Kairōshū, particularmente hacia Hattori, y más adelante ayuda a rescatar a Miharu de los Lobos Grises. En el anime es asesinado por Hattori, mientras que en el final del manga comienza a vivir con Gau.
Gau Meguro (目黒 俄雨 Meguro Gau?)
Voz por: Nobuhiko Okamoto, Greg Ayres (inglés)
Es un miembro de Kairōshū de diecisiete años de edad. Tres años antes del comienzo de la historia, fue salvado por Raikō luego del asesinato de su madre y desde entonces se siente sumamente consagrado y dedicado a este. También se ha señalado que posee fuertes sentimientos románticos hacia Raikō, a quien asiste con sus responsabilidades en Kairōshū, generalmente compilando informes y tomando muestras de sus blancos. Es fácil de provocar y por ende recibió el apodo de "Tenpa-kun" (テンパ君), una variación de la palabra Tenparu (テンパる), que significa "un fusible a punto de estallar". Cree que los Wakachi existen para proteger al mundo superficial de los males de Nabari, y también cree que el Shinra Banshō puede ser utilizado para salvar al mundo. Conoce los verdaderos motivos de Raikō detrás de la masacre del clan Shimizu y es quien revela la verdad a Raimei. Cuando ambos hermanos luchan entre ellos, Gau intenta detenerlos y recibe una herida accidental de Raikō, y entra en un estado de coma. A pesar de saber que el kinjutsushō de la Aldea de Kōga podría haber salvado a Gau, Raikō se negó a sacrificar a otros shinobi para utilizar el kinjutsushō, temiendo que Gau nunca le perdonaría por ello. Gau finalmente fue despertado por Yoite. Debido a esto, Gau se siente profundamente en deuda con Yoite y elige apoyarlo, incluso va en contra de Kairōshū para ayudarlo. En el manga, huye de Kairōshū con Raikō y ambos comienzan a vivir juntos, mientras que en el anime se muestra que está viviendo Thobari, Hanabusa y Yoite.

## Media

### Manga
El manga, escrito e ilustrado por Yūki Kamatani, comenzó su serialización en la revista shōnen Monthly GFantasy de la editorial Square Enix en 2004. Square Enix publicó el primer volumen el 27 de noviembre de 2004, mientras que el 27 de junio de 2009 publicó el undécimo volumen. Ha sido licenciado por Yen Press para su publicación en Estados Unidos. Yen Press publicó el primer volumen el 29 de julio de 2008 en su revista mensual Yen Plus. El volumen fue lanzado para su venta oficial en mayo de 2009.

### Anime
Véase también: Episodios de Nabari no Ō
Una adaptación a serie de anime dirigida por Kunihisa Sugishima y producida por el estudio J.C.Staff comenzó a transmitirse en Japón el 6 de abril de 2008 por la televisiva TV Tokyo. El anime fue también emitido simultáneamente en otras cadenas, incluyendo en TV Aichi, TVQ Kyushu Broadcasting, TV Osaka, TV Setouchi y TV Hokkaido. Finalizó el 28 de septiembre de 2008 con un total de veintiséis episodios. El tema de apertura es Crawl por el grupo japonés Veltpunch, mientras que los temas de cierre son Hikari por la cantante Elisa y Aru ga Mama (あるがまま lit. Como son las cosas?) por el dúo musical Anamu & Maki. 
El 19 de agosto de 2008, Funimation pidió formalmente a los grupos de fansub que no subtitularan la serie, para así evitar la infracción de los derechos de autor, a pesar de que la compañía aún no había adquirido los derechos de licencia. El 24 de diciembre de 2008, Funimation anunció que había adquirido los derechos de Nabari no Ō y que se estrenaría en 2009. El primer episodio fue mostrado en el panel de Funimation en la Otakon de 2009. El primer DVD del anime fue lanzado el 22 de septiembre de 2009. La serie comenzó a transmitirse en Estados Unidos por el canal Toku el 29 de marzo de 2010.

## Recepción
Jacob Chapman de Anime News Network calificó la serie con una puntuación total de "B", elogiando tanto la animación como la banda sonora y comentando que «la premisa de la serie es manejada sorprendentemente bien. La guerra entre ninjas y los superpoderes habidos en estudiantes de secundaria angustiados son tópicos comunes para cualquier fan del anime. [...] Estos ninjas son gente moderna. Se quejan de sus puestos de trabajo, viajan en transportes públicos y cuando es momento de pelear, comienzan a realizar artes marciales (o simplemente quizás sacan una pistola y disparan a sus objetivos sin temor de manchar su ropa de diseñador). Sumado a esto, la extrema apatía de Miharu mostrada hacia el mundo y al conflicto sobrenatural que le rodea puede ser tomado como una sátira cómica, pero su carácter es cualquier cosa menos cómico. Se niega a luchar o elegir un bando no porque sea un adolescente aletargado, por el contrario, él es un peculiar chiquillo muy inteligente... uno con importantes problemas de confianza. Caprichoso, irritable y alejado de incluso el más cercano de sus camaradas, Miharu es un héroe extraño, pero dada la prepotencia manipulativa de todos los clanes que le rodean, es fácil de empatizar; o al menos entender de dónde viene. Su razón para no pelear es mucho más simple. Con cero experiencia en las artes marciales y sin músculos en su casi inexistente figura, no se podría esperar mucho de él, con Shinra Banshō o no. En resumen, las escenas de lucha siguen siendo muy brillantes, y hay cantos extraños y cambios de formas en abundancia, pero el elemento añadido de la apatía de Miharu a todos los llamativos teatros de los ninjas hace que el programa sea único».
Chapman también destacó la relación de Miharu y Yoite, comentando que «la serie se centra mucho más en las relaciones entre los personajes que en la lucha, en particular en la peligrosa relación de Miharu con Yoite, un ninja que es utilizado por Kairoshu por su talento letal, incluso mientras esto drena su vida y cordura. Encuentran un sentimiento de desamparo y desconfianza en común e intentan escapar del control de los clanes para perseguir sus propios objetivos, usándose uno al al otro y viéndose incapaces de decidir si son enemigos apasionados o secretamente buenos amigos. Esto sólo los pone ambos en un peligro aún mayor con los clanes externos, pero ni siquiera el maestro de Miharu, Tobari, ni el tutor de Yoite, Yukimi, están en una posición para ayudar a sus impetuosos compañeros, y en cambio, agonizan por tratar de contener a ambos. Francamente, Nabari no Ō es mejor por su enfoque en la relación dinámica entre Miharu y Yoite. Muchas subtramas adicionales sobre personajes ajenos son menos exitosas».
En mayo de 2016, Nabari no Ō se posicionó en el puesto número dos en la lista de cinco mejores anime con temática LGBT de Wikia, por debajo de Hōrō Musuko.